# Midnight Cruiser
Midnight Cruiser ist ein Lied von Steely Dan, das 1972 auf dem Album Can’t Buy a Thrill veröffentlicht wurde. Es wurde von Donald Fagen und Walter Becker geschrieben und von Jim Hodder gesungen.

## Liedtext
Der Text handelt vom Wiedersehen mit dem alten Freund Felonius und dem wehmütigen Erinnern an bessere Zeiten. Der Refrain ist eine Aufforderung an den Freund, nachts nach Harlem zu fahren, ein in den 1970ern heruntergekommener Stadtteil mit viel Prostitution:

„Sag mir, wohin fährst du

Mitternachts-Gondler

Wo ist deine Fülle

von Reichtum und Ruhm

Ich bin ein weiterer

Gentleman-Verlierer

Fahr mich nach Harlem

Oder zu einem solche Ort“

Die letzten Zeilen der zweiten und letzten Strophe sind voller Resignation:

„Unserer Zeit ist gekommen und gegangen

Ich fürchte, wir haben zu lange gewartet“

## Rezeption
Der Rezensent S. Victor Aaron sieht in dem Lied „Frustration über eine verpasste Gelegenheit.“
Stewart Mason von AllMusic schreibt: „Es ist wirklich kein schlechtes Lied, es ist nur musikalisch gesichtslos (die Melodie erinnert stark an Todd Rundgren aus der Zeit des Albums Runt, und die Produktion erinnert seltsamerweise an den glatten Pop/Rock von Carole Kings Tapestry; gute Gesellschaft, immer noch...) und die Texte gehören nicht zu den denkwürdigsten von Fagen und Walter Becker. Der glatte, kompetente, aber leichte „Midnight Cruiser“ ist wahrscheinlich das, was ABC Records dachten, dass sie es mit Steely Dan bekommen würden, was die Jazz-Erkundungen von Countdown to Ecstasy zu einer bösen Überraschung gemacht haben muss.“

## Besetzung
- Jim Hodder – Gesang, Schlagzeug
- Donald Fagen – Klavier, Hintergrundgesang
- Walter Becker – Bass-Gitarre, Hintergrundgesang
- Denny Dias – Gitarre
- Jeff Baxter – Gitarre